# صربيا في الألعاب الأولمبية الصيفية 2020
شاركت صربيا في الألعاب الأولمبية الصيفية 2020
نافست صربيا في الألعاب الأولمبية الصيفية 2020 التي أقيمت في طوكيو، التي  كان من المقرر في الأصل أن تقام في الفترة من 24 يوليو إلى 9 أغسطس 2020، إلا أنها تأجلت إلى 23 يوليو إلى 8 أغسطس 2021 بسبب جائحة فيروس كورونا. كانت تلك المشاركة الخامسة لصربيا في  الألعاب الأولمبية الصيفية كدولة مستقلة.

## الحاصلون على ميداليات
| الميدالية | الاسم | الرياضة                                         | المنافسة                                     | التاريخ  |
| --------- | --- | ----------------------------------------------- | -------------------------------------------- | -------- |
| ذهبية     | ميليشا مانديتش | التايكوندو في الألعاب الأولمبية الصيفية 2020    | منافسات السيدات في التايكوندو وزن 67 كغم     | 27 يوليو |
| ذهبية     | جوفانا بريكوفيتش | الكاراتيه في الألعاب الأولمبية الصيفية 2020     | منافسات السيدات في الكاراتيه وزن 61 كغم      | 6 أغسطس  |
| ذهبية     | منتخب صربيا لكرة الماء | كرة الماء في الألعاب الأولمبية الصيفية 2020     | كرة الماء للرجال                             | 8 أغسطس  |
| فضية      | دامر ميكيتش | الرماية في الألعاب الأولمبية الصيفية 2020       | منافسات الرجال 10 متر مسدس هوائي             | 24 يوليو |
| برونزية   | تيانا بوغدانوفيتش | التايكوندو في الألعاب الأولمبية الصيفية 2020    | منافسات السيدات في التايكوندو وزن 49 كغم     | 24 يوليو |
| برونزية   | منتخب صربيا لكرة السلة 3x3<div style="-moz-column-count:- دوشان دوموفيتش بولوت - ديان مايستوروفيتش - ألكسندر راتكوف - ميهايلو فاسيتش ; -webkit-column-count:- دوشان دوموفيتش بولوت - ديان مايستوروفيتش - ألكسندر راتكوف - ميهايلو فاسيتش ; column-count:- دوشان دوموفيتش بولوت - ديان مايستوروفيتش - ألكسندر راتكوف - ميهايلو فاسيتش ;">{{{2}}} | كرة السلة في الألعاب الأولمبية الصيفية 2020     | منافسات كرة السلة للرجال 3×3                 | 28 يوليو |
| برونزية   | Milenko Sebić | الرماية في الألعاب الأولمبية الصيفية 2020       | منافسات الرماية للرجال 50 متر بندقية 3 أوضاع | 2 أغسطس  |
| برونزية   | زوراب داتوناشفيلي | المصارعة في الألعاب الأولمبية الصيفية 2020      | منافسات المصارعة الرومانية للرجال 87 كغم     | 4 أغسطس  |
| برونزية   | منتخب صربيا لكرة الطائرة للسيدات | الكرة الطائرة في الألعاب الأولمبية الصيفية 2020 | منافسات السيدات في الكرة الطائرة             | 8 أغسطس  |

## المشاركات
فيما يلي قائمة بعدد المتنافسين الصرب المشاركين في الألعاب:
| الرياضة                                         | الرجال | السيدات | Totالمجموعal |
| ----------------------------------------------- | ------ | ------- | ------------ |
| ألعاب القوى في الألعاب الأولمبية الصيفية 2020   | 2      | 3       | 5            |
| كرة السلة في الألعاب الأولمبية الصيفية 2020     | 4      | 12      | 16           |
| الملاكمة في الألعاب الأولمبية الصيفية 2020      | 0      | 1       | 1            |
| ركوب الكنو في الألعاب الأولمبية الصيفية 2020    | 2      | 1       | 3            |
| الجودو في الألعاب الأولمبية الصيفية 2020        | 2      | 3       | 5            |
| الكاراتيه في الألعاب الأولمبية الصيفية 2020     | 0      | 1       | 1            |
| التجديف في الألعاب الأولمبية الصيفية 2020       | 2      | 1       | 3            |
| الرماية في الألعاب الأولمبية الصيفية 2020       | 3      | 4       | 7            |
| السباحةفي الألعاب الأولمبية الصيفية 2020        | 6      | 1       | 7            |
| تنس الطاولة في الألعاب الأولمبية الصيفية 2020   | 3      | 0       | 3            |
| التايكوندو في الألعاب الأولمبية الصيفية 2020    | 0      | 2       | 2            |
| كرة المضرب في الألعاب الأولمبية الصيفية 2020    | 2      | 3       | 5            |
| الكرة الطائرة في الألعاب الأولمبية الصيفية 2020 | 0      | 12      | 12           |
| كرة الماء في الألعاب الأولمبية الصيفية 2020     | 13     | 0       | 13           |
| المصارعة في الألعاب الأولمبية الصيفية 2020      | 4      | 0       | 4            |
| المجموع                                         | 43     | 44      | 87           |

## وصلات خارجية
- اللجنة الأولمبية الصربية